# Demolition Man (Lied)

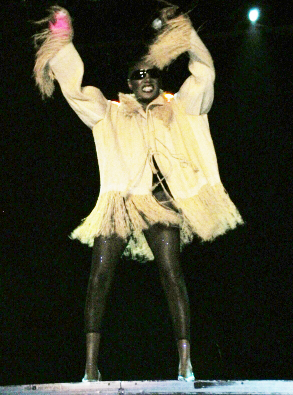
Grace Jones (2007)

Demolition Man ist ein von Sting geschriebenes Lied, das im Februar 1981 von Grace Jones als Single erschien. The Police veröffentlichte es im Oktober 1981 auf ihrem Album Ghost in the Machine.

## Hintergrund
Das Lied wurde von Sting im Sommer 1980 geschrieben, als er im Haus von Peter O’Toole in Connemara wohnte. Sie wollten es eventuell für ihr Album Zenyattà Mondatta verwenden, aber kamen nicht dazu, es aufzunehmen. Ein Demo wurde an Grace Jones geschickt, als sie Sting um einen Song bat.
Die Textzeile „I’m a three-line whip“ ist eine Anspielung auf die Wahlanweisungen für britische Parlamentsabgeordnete, ihre Stimmen gemäß der Parteilinie abzugeben. Sting erklärte in einem Interview: „Egal, welche Partei im Parlament an der Macht ist, wenn es sich um eine wirklich wichtige Abstimmung handelt, bekommt man einen einzeilige Peitsche. Wenn es sich um eine unglaublich wichtige Abstimmung handelt, bekommt man einen zweizeiligen Peitschenhieb, und wenn es sich um etwas monumental Wichtiges handelt, bekommt man einen dreizeiligen Peitschenhieb.“

## Version von Grace Jones
Demolition Man wurde im Februar 1981 von Grace Jones als erste Single des Albums Nightclubbing veröffentlicht. Der Song wurde auf der „A One Man Show“-Tour mit marschierenden „Joneses“ (Statisten mit Grace-Jones-Masken) in den Dokumentarfilm aufgenommen. Ein Standbild aus dem Video wurde 1982 für das Cover der Singles Nipple to the Bottle und The Apple Stretching verwendet.

## Version von The Police

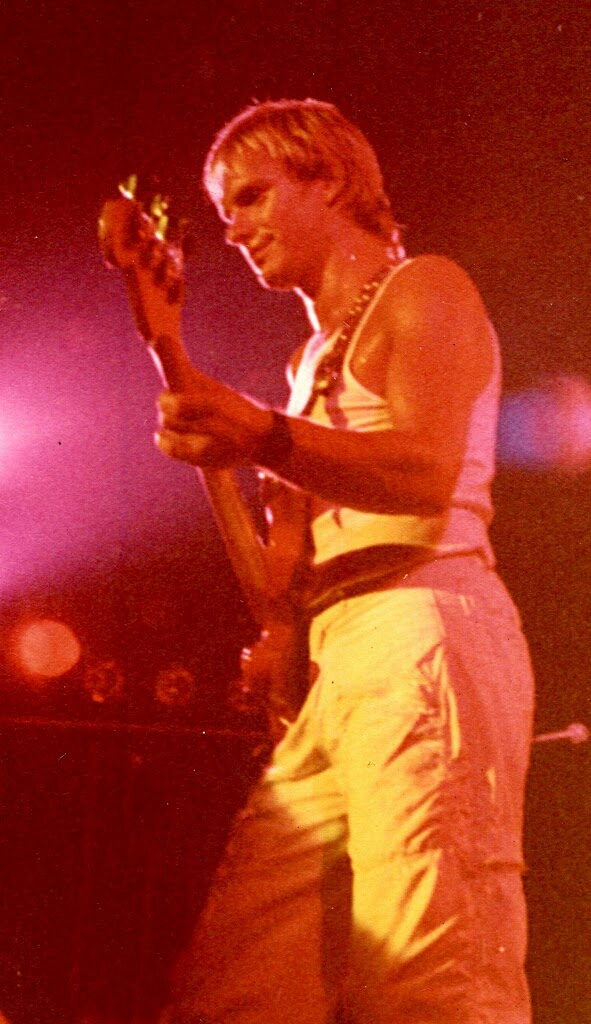
Sting (1980)

Kurz nachdem Jones ihre Version als Single veröffentlicht hatte, nahmen The Police ihre Version für ihr 1981er Album Ghost in the Machine auf. Gitarrist Andy Summers erinnert sich:
„Es ist ein sehr einfacher Song. Wir haben uns die Version von Grace Jones angehört und dachten: ‚Scheiße, das können wir viel besser‘. Es war ein One-Take-Job. Ich halte unsere Version für mutiger...“
The Police nahm den Song in einem Hardrock-Stil mit einem Gitarrensolo von Andy Summers auf. Stings Roadie Danny Quatrochi spielte den Bass.

## Version von Manfred Mann’s Earth Band
Die Earth Band veröffentlichte 1982 eine Coverversion des Liedes auf dem Album Somewhere in Afrika und 1984 auf dem Live-Album Budapest Live.

## Verwendung in der Popkultur und anderen Medien
Demolition Man wurde von Sting öfter gespielt und 1993 auf einer gleichnamigen EP zum Film Demolition Man veröffentlicht; der Song wird während des Abspanns gespielt.
In True Crime, der 53. Folge von Beavis and Butt-Head, die 1993 ausgestrahlt wurde, sahen sich die beiden Jones’ Video im Rahmen von A One Man Show an. Eine von Sting gespielte Live-Version des Lieds erschien im Spiel Guitar Hero World Tour.